# 東京都立府中東高等学校
東京都立府中東高等学校（とうきょうとりつ ふちゅうひがしこうとうがっこう）は、東京都府中市押立町四丁目にある都立の高等学校。

## 概要
「創造・連帯・人間性」が教育目標。  
2004年4月1日、東京都教育委員会より重点支援校に指定され、学校改革が進められている。 放課後や長期休業中には全学年で講習・補習を実施している。

## 設置学科
- 全日制課程　普通科

## 沿革
- 1972年4月　開校（東京都立世田谷工業高等学校内にて）
- 1972年9月　現在地に移転
- 2001年11月　創立30周年記念[2]
- 2004年4月1日　東京都教育委員会より「重点支援校」に指定[2]

## 所在地
- 東京都府中市押立町4-21

## 交通
- 京王線飛田給駅 徒歩12分
- 西武多摩川線白糸台駅 徒歩18分

## 著名な出身者
- 菊地英昭（ギタリスト、THE YELLOW MONKEY）[3]
- ジン（ロックバンド、メンバーのひぃたんは中退）
- 須藤右介（サッカー選手、SC相模原MF）[4]
- 保坂一成（東京ユナイテッドFCMF）
- 窪田良（SC相模原MF）
- 伊藤博樹（芸人）
- 坂野茂（声優）
- 上島雪夫（ダンサー）
- 松村昌子（競艇選手）
- ローラ (モデル) - ファッションモデル、タレント[5]
- 白井直樹 （レーシングドライバー）
- 市川勝也 (元ロック歌手、現スポーツアナウンサー)
- 今泉 卓（陶芸家）
- 安西洋介（プロダクトデザイナー）
- 中野賢二（料理人、趣味人、フェロモン研究家)